# Harpalos (Makedone)
Harpalos (altgriechisch Ἅρπαλος Hárpalos; † 323 v. Chr.) war Schatzmeister Alexanders des Großen während dessen Feldzugs gegen das Achämenidenreich.
Der Makedone Harpalos, Sohn des Machatas und Bruder des Philippos, stand bereits in gutem Kontakt mit Alexanders Vater Philipp II. Er war auch ein Jugendfreund Alexanders, 336 v. Chr. ging er im Zuge der „Pixodaros-Affäre“ mit ihm ins Exil und begleitete ihn auf dem Alexanderzug. Aus einem unbekannten Grund setzte er sich dennoch 333 v. Chr. mit einer aus dem königlichen Schatz gestohlenen Geldsumme aus Kleinasien nach Megara ab, wurde aber von Alexander begnadigt und nach der Schlacht von Gaugamela sogar zum Verwalter des Kronschatzes in Ekbatana ernannt, während Alexander den persischen Großkönig Dareios III. verfolgte. Harpalos war auch für die weitere Versorgung der Truppen verantwortlich. 
Während des Indienfeldzugs Alexanders hatte Harpalos sich jedoch zu viele Freiheiten erlaubt. Er hatte große Mengen an Geld verschwendet, in Babylon ein ausschweifendes Leben geführt und sich die athenische Hetäre Pythionike zur Geliebten genommen. Nach ihrem Tod ließ Harpalos sie zur Göttin erheben und kultisch verehren. Bei Alexanders Rückkehr (324 v. Chr.) floh Harpalos, der diesmal eine Bestrafung befürchtete, mit 5000 Talenten Silber und 6000 griechischen Söldnern nach Athen, wo er sich durch Bestechung und großartige Freigebigkeit gegen das Volk das Ehrenbürgerrecht erwarb. 
Trotz der Untreue des Harpalos soll Alexander den Verlust seines Freundes bedauert haben. Von Athen wurde die Auslieferung des Flüchtigen gefordert. Harpalos wurde schließlich festgesetzt, konnte aber entkommen. Er begab sich nun nach Kreta, wo er vom spartanischen Söldnerführer Thibron erschlagen wurde. In Athen wurden mehrere der angesehensten Männer, darunter Demosthenes, der Bestechung durch Harpalos beschuldigt. Drei von Deinarchos für diesen Harpalos-Prozess geschriebene Reden sind überliefert. Demosthenes und einige andere wurden auch tatsächlich verurteilt.